# Марио Солдати
Марио Солдати (на италиански: Mario Soldati) е италиански филмов сценарист и режисьор.

## Филмография

### Режисьор
| година | филм              | оригинално заглавие               | бележки |
| ------ | ----------------- | --------------------------------- | ------- |
| 1959   | Поликарпо, писаря | Policarpo, ufficiale di scrittura |         |